# 玛丽亚·埃丝特·德·卡波维利亚
玛丽亚·埃丝特·德·卡波维利亚（1889年9月14日—2006年8月27日）是一名厄瓜多尔超级人瑞，全世界最长寿在世人物（2004年5月29日－2006年8月27日）。而且是最後一個活過1880年代和1889年的人。
玛丽亚·埃丝特·德·卡波维利亚曾是南美洲最年長紀錄的保持者，該紀錄於2021年10月4日被巴西的弗朗西斯卡·塞爾薩·多斯桑托斯超過。

## 生平
1917年，她嫁給安东尼奥·卡波维利亚·奥利瓦（Antonio Capovilla Oliva，1864年6月13日—1949年5月11日），並擁有5個小孩，其中3位在玛丽亚死後還在世。1949年，丈夫去世。現在有孫子4個人、曾孫子有2個及9個玄孫子。
據說到了晚年時還能過活潑的生活，看報紙、看電視等等，可以不使用手杖而走。2006年8月的最後一個禮拜因肺炎逝世，差18天就能慶祝她117歲的生日。

## 長壽里程碑
2005年12月9日，她被金氏世界紀錄認定為当时世界最年長者女性。
2006年3月9日，超過日本的豬飼種紀錄，以116岁176天成為世界史上第5名最長壽者。
2006年8月27日以116歳347日之高齡去世。在她過世時，卡波维利亚是世界第5名的最年長者，僅次於讓娜·卡爾芒和莎拉·勞絲和瑪麗-露易絲·梅拉紐爾和德爾菲亞·威爾福德。当时美國人伊莉莎白·博登繼任在世最長壽者。